# Barbourville (Kentucky)
Barbourville es una ciudad ubicada en el condado de Knox en el estado estadounidense de Kentucky. En el Censo de 2010 tenía una población de 3165 habitantes y una densidad poblacional de 218,52 personas por km².

## Geografía
Barbourville se encuentra ubicada en las coordenadas 36°51′40″N 83°52′46″O / 36.86111, -83.87944. Según la Oficina del Censo de los Estados Unidos, Barbourville tiene una superficie total de 14.48 km², de la cual 14.48 km² corresponden a tierra firme y (0%) 0 km² es agua.

## Demografía
Según el censo de 2010, había 3165 personas residiendo en Barbourville. La densidad de población era de 218,52 hab./km². De los 3165 habitantes, Barbourville estaba compuesto por el 92.35% blancos, el 5.09% eran afroamericanos, el 0.41% eran amerindios, el 0.16% eran asiáticos, el 0.06% eran isleños del Pacífico, el 0.44% eran de otras razas y el 1.48% pertenecían a dos o más razas. Del total de la población el 1.2% eran hispanos o latinos de cualquier raza.